# Alexei Jurjewitsch Jegorow (Eishockeyspieler)
Alexei Jurjewitsch Jegorow (russisch Алексей Юрьевич Егоров; englische Transkription: Alexei Yurievich Yegorov; * 21. Mai 1975 in Leningrad, Russische SFSR; † 2. März 2002 in Sankt Petersburg) war ein russischer Eishockeyspieler. Während seiner aktiven Karriere zwischen 1991 und 2001 war der Flügelspieler unter anderem für die San Jose Sharks in der National Hockey League (NHL) und Schwenninger Wild Wings in der Deutschen Eishockey Liga (DEL) aktiv.

## Karriere
Jegorow spielte zunächst bis 1995 in seiner Heimatstadt Sankt Petersburg für SKA Sankt Petersburg. Nachdem er im NHL Entry Draft 1994 in der dritten Runde an 66. Position von den San Jose Sharks aus der National Hockey League (NHL) ausgewählt worden war, wechselte er während der Saison 1994/95 nach Nordamerika.
Dort spielte er für den Rest des Jahres in der Central Hockey League (CHL) für die Fort Worth Fire. In der Saison 1995/96 wurde der Russe erstmals in den NHL-Kader berufen. Jegorow war damit der erste Spieler in der nordamerikanischen Eishockey-Geschichte, der den direkten Sprung aus der CHL in die NHL geschafft hatte. In seinem ersten Spiel erzielte er seinen ersten Karrierepunkt mit einer Torvorbereitung, und nur wenige Tage später schaffte er einen Hattrick. Insgesamt konnte er in neun Spielen fünf Punkte erzielen. Auch in der Saison 1995/96 lief er noch zweimal für die Sharks auf, wurde jedoch zumeist bei den damaligen Farmteams, den Kansas City Blades und Kentucky Thoroughblades, in der International Hockey League (IHL) und American Hockey League (AHL) eingesetzt.
Nach der Saison 1997/98 kehrte Jegorow nach Russland zurück. Mit Torpedo Jaroslawl und seinem Stammklub SKA Sankt Petersburg lief er in einer Saison für zwei verschiedene Teams auf. Zudem debütierte er in dieser Spielzeit im Rahmen der Euro Hockey Tour in der russischen Nationalmannschaft. Zur Saison 1999/2000 wechselte Jegorow wieder nach Nordamerika, nachdem er von den Atlanta Thrashers im NHL Expansion Draft 1999 ausgewählt worden war. Diesmal spielte er in der unterklassigen United Hockey League (UHL) für die Adirondack IceHawks und die Long Beach Ice Dogs in der IHL, schaffte den Sprung zurück in die NHL jedoch nicht. Aus diesem Grund wechselte der Flügelspieler zur Saison 2000/01 zu den Schwenninger Wild Wings in die Deutsche Eishockey Liga (DEL).
Jegorow verstarb am 2. März 2002 im Alter von 26 Jahren in seiner Heimatstadt nach einer Schlägerei mit Drogendealern, an die er zuvor seinen Reisepass verpfändet hatte.

## Erfolge und Auszeichnungen
- 1998 Teilnahme am AHL All-Star Classic

## Karrierestatistik
(Legende zur Spielerstatistik: Sp oder GP = absolvierte Spiele; T oder G = erzielte Tore; V oder A = erzielte Assists; Pkt oder Pts = erzielte Scorerpunkte; SM oder PIM = erhaltene Strafminuten; +/− = Plus/Minus-Bilanz; PP = erzielte Überzahltore; SH = erzielte Unterzahltore; GW = erzielte Siegtore; 1 Play-downs/Relegation; Kursiv: Statistik nicht vollständig)